# Château de Fontenay (Saône-et-Loire)
Le château de Fontenay est situé sur la commune de Fontenay en Saône-et-Loire, en terrain plat.

## Description
Il subsiste un gros pavillon à deux étages, flanqué sur sa façade ouest d'une tour d'escalier circulaire hors œuvre à laquelle on accède par une porte rectangulaire encadrée par deux pilastres toscans portant un entablement décoré de triglyphes. Au-dessus de celle-ci, figure un cartouche dont les armoiries ont été bûchées.

Ce type de manoir, qui associe un gros bâtiment carré à une tour d'escalier ronde ou polygonale, est caractéristique du sud du Charolais et de l'ouest du Mâconnais.
Le château est une propriété privée et ne se visite pas.

## Historique
La maison forte de Fontenay fut le centre d'un petit fief dont l'histoire reste assez obscure.
- 1625 : François de Charolles est titulaire du fief
- 1666 : la seigneurie est aux mains de Pierre de Rimon